# When I Think of You
Singles de Janet Jackson
Nasty
(1986) Control
(1986)
Pistes de Control
The Pleasure Principle
(5) He Doesn't Know I'm Alive
(7)
When I Think of You est le troisième single extrait de l'album Control de Janet Jackson. Il est sorti en juillet 1986 et il contient en face B la chanson Come Give Your Love to Me. Le titre a été écrit par Janet Jackson, Terry Lewis et Jimmy Jam. Il a été n°1 au Billboard Hot 100.

## Accueil

### Critique
Pour William Ruhlmann d'AllMusic, la chanson est « frénétiquement dansante ». Eric Henderson de Slant Magazine dit que « les accords de piano rivalisent avec l'introduction de Borderline [de Madonna] dans la pop innocente des années 80 ». Selon Kenneth Partridge du magazine Billboard, c'est une « chanson pop gluante et exagérée ». Il ajoute qu'elle a « un bruit sourd programmé entraînant, des coups orchestraux vivants, une guitare funky et une voix de strawberry daïquiri ».

### Commercial
When I Think of You entre à la soixantième place du Billboard Hot 100 le 9 août 1986 tandis que Nasty quitte le Top 10. La chanson devient numéro un pendant deux semaines le 11 octobre et cumule un total de 19 semaines dans le hit-parade. Michael Jackson et elle sont les premiers artistes solo membres d'une même famille à avoir été numéro un dans le Hot 100. La chanson est certifiée disque d'or le 12 novembre 1990 par la Recording Industry Association of America (RIAA) pour la vente de 500 000 exemplaires. Elle termine en 32e place du classement annuel américain pour l'année 1986. 
Au Canada, la chanson entre à la 82e place du classement RPM le 6 septembre 1986. Elle arrive finalement en sixième position le 1er novembre. Elle termine à la 58e place du classement annuel canadien. Aux Pays-Bas, When I Think of You atteint la troisième place du hit-parade et reste neuf semaines dans le Top 40. Elle atteint également le Top 10 en Belgique (Flandre), Irlande et Royaume-Uni.

## Clip
On y voit Janet Jackson et des figurants danser dans différents quartiers d'une ville. Deux des neveux de Janet Jackson, TJ et Taryll Jackson, alors âgé de 8 ans et 11 ans, apparaissent dans le clip. La critique jugea celui-ci comme une réussite.

## Liste des titres
| Single 45 tours européen et américain, A. When I Think of You – 3:56 B. Pretty Boy – 6:32 Single maxi 45 tours européen et américain, A1. When I Think of You (Dance Remix) – 6:25 B1. When I Think of You (Instrumental) – 4:00 B2. When I Think of You (Extra Beats) – 2:00 B3. When I Think of You (Dub) – 3:15 CD single britannique – Deep Dish/Heller & Farley Mixes 1. When I Think of You (Deep Dish Chocolate City Mix) – 9:38 2. When I Think of You (Deep Dish Quiet Storm Dub) – 7:52 3. When I Think of You (Dished Out Bums) – 11:22 4. When I Think of You (Heller & Farley Project Mix) – 10:45 5. When I Think of You (Junior Trackhead Joint) – 7:09 | Single 45 tours britannique A. When I Think of You – 3:56 B. Come Give Your Love to Me – 5:03 Single maxi 45 tours britannique A1. When I Think of You (Dance Remix) – 6:25 B1. When I Think of You (Instrumental Accapella Extra Beats) – 9:17 B2. Come Give Your Love to Me – 5:03 CD single britannique – The David Morales Remixes 1. When I Think of You (Morales House Mix '95 - Extended) – 7:43 2. When I Think of You (Drum Mix) – 5:10 3. When I Think of You (Jazzy Mix) – 10:18 4. When I Think of You (Crazy Love Mix) – 8:45 5. When I Think of You (Classic Club Mix) – 6:58 6. When I Think of You (Incredible Boss Dub) – 7:12 |

## Classements et certifications
| Classement (1986)                     | Meilleure position |
| ------------------------------------- | ------------------ |
| Allemagne (Media Control AG)          | 36                 |
| Australie (ARIA Singles Chart)        | 53                 |
| Belgique (Flandre) (Ultratop 50)      | 8                  |
| Canada (RPM)                          | 6                  |
| Irlande (IRMA)                        | 10                 |
| Nouvelle-Zélande (RMNZ)               | 23                 |
| Pays-Bas (Nederlandse Top 40)         | 3                  |
| Pays-Bas (Single Top 100)             | 2                  |
| Royaume-Uni (Official Charts Company) | 10                 |
| États-Unis (Billboard Hot 100)        | 1                  |
| États-Unis (Adult Contemporary)       | 10                 |
| États-Unis (Dance Club Songs)         | 1                  |
| États-Unis (R&B/Hip-Hop Songs)        | 3                  |

| Classement (1986) | Position |
| ----------------- | -------- |
| Canada            | 58       |
| États-Unis        | 32       |

| Pays       | Certification |
| ---------- | ------------- |
| États-Unis | Or            |

## Compléments